# Juhani Wirilander
Heikki Juhani Wirilander, född 30 november 1935 i S:t Michel, död 4 december 2015 i Helsingfors, var en finländsk jurist.
Wirilander blev juris doktor 1979. Han var 1983–1990 professor i civilrätt vid Helsingfors universitet och 1990–2000 ledamot av Högsta domstolen.
I sin forskning uppehöll sig Wirilander kring bruks- och bestämmanderättsfrågor inom sakrätten, särskilt gällande fastigheter; bland arbeten märks verken Käyttöoikeudesta kiinteistöön silmällä pitäen (1980) och Maanvuokraoikeus vuoden 1966 maanvuokralain ja siihen liittyvään lainsäädännön mukaan (1981). Han ställde sin expertis till förfogande bland annat för att utvärdera samernas rätt till mark i Lappland. 